# Jens Otto Krags Plads
Jens Otto Krags Plads er en plads beliggende centralt i Randers, Østjylland, og er navngivet efter den danske statsminister Jens Otto Krag, som havde sit barndomshjem i Stemannsgade 11. Pladsen blev indviet den 1. maj 2009 af daværende borgmester Henning Jensen Nyhuus.
I 2019 blev der anlagt en strandeng omkring Jens Otto Krags Pl. sammen med andre byfornyende initiativer i Randers Midtby. Strandengen har været omdiskuteret i lokalområdet, men bevares indtil videre. Blandt andet i anledning af afholdelsen af Randers Festuge fra 13-21. august 2021, er Randers-bogstaverne blevet flyttet fra deres almindelige placering ved Randersbro til strandengen ved pladsen.
Flere større uddannelses- og kulturinstitutioner er beliggende omkring Jens Otto Krags Pl., såsom Underværket, Via University College Randers og Randers Kulturhus (som har en stor facade mod pladsen).